# Трайкович, Иосиф Иосифович
Иосиф (Осип) Иосифович Трайкович (Тройкович) (1907, Вильно, Российская империя — 2 сентября 1927, Варшава, Польская Республика) — белорус, застреленный в советском полпредстве в Варшаве в 1927 году при не вполне ясных обстоятельствах.

## Биография
Родился в семье полковника российской армии, владевшего в Вильно тремя домами. Был православным, называл себя белорусом. Два его брата были офицерами Белой армии и погибли во время Гражданской войны.
В 1920-е годы руководил монархическим «культурно-просветительским» кружком русской молодежи в Вильно. Имел польское гражданство.
Как сообщило бюро печати советского полпредства в Варшаве, 2 сентября 1927 года Трайкович явился в полпредство и попросил курьера Шлессера, чтобы его допустили к поверенному в делах СССР Александру Ульянову. Курьер спросил Трайковича, по какому делу он хочет встретиться с Ульяновым, на что Трайкович начал скандалить и напал с финским ножом на курьера, ранив его в лицо, а затем бросился к выходу, но после того, как понял, что двери заперты, выхватил револьвер. После этого Трайковича застрелил другой курьер, Гусев.
Русская эмигрантская газета «Руль», издававшаяся в Берлине, 4 сентября описала инцидент несколько иначе. По сообщению этой газеты, Трайкович хотел встретиться с Ульяновым и обсудить вопрос своего выезда в СССР. Получив отказ, Трайкович стал ругаться, пытался палкой разбить портрет Ленина, после чего достал нож и легко ранил в щеку одного из курьеров. В ответ на это телеграфист Гусев выстрелил пять раз и убил Трайковича, затем была вызвана польская полиция. Заметка в газете называлась «Убийство за царапину». 8 сентября 1927 года «Руль» опубликовал статью «Западня в полпредстве», где со ссылкой на неназванного свидетеля инцидента утверждалось, что курьер Шлессер (Шлецер) оскорбил Трайковича, в ответ на это Трайкович сказал что-то резкое о большевиках, после чего Шлецер ударил Трайковича и вынул из кармана револьвер. В ответ на эту статью советские власти потребовали от германских властей закрыть газету «Руль» и выслать из страны ее ответственного редактора И. Гессена. 9 сентября берлинский суд постановил конфисковать соответствующий номер «Руля», этим все и ограничилось. За публикацию аналогичных материалов о деле Трайковича польскими властями были конфискованы два номера местной русской эмигрантской газеты «За свободу».
Галина Трайкович, сестра погибшего, предъявила советскому полпредству гражданский иск, заявляя о
превышении самообороны. Советская сторона согласилась на допрос Гусева и Шлессера 21 сентября. После их допроса польские власти сняли вопрос о соответствии степени самообороны.
На похоронах Трайковича присутствовала большая толпа русских эмигрантов, при этом местные коммунисты попытались провести демонстрацию протеста, которая была разогнана полицией.
В дальнейшем выяснился ряд подробностей предыдущей деятельности Трайковича: в октябре 1927 года в Вильно состоялся судебный процесс, на котором убитого Трайковича и его предполагаемого соучастника (вероятно, им был друг Трайковича Брук-Бобров, крещенный еврей и монархист) обвиняли в поджоге здания местного еврейского гимнастического клуба «Маккаби». Трайковича посмертно признали виновным в этом преступлении, а его предполагаемого соучастника оправдали.